# Huévar del Aljarafe
Huévar del Aljarafe település Spanyolországban, Sevilla tartományban. Huévar del Aljarafe Sanlúcar la Mayor, Benacazón, Pilas, Chucena, Carrión de los Céspedes és Castilleja del Campo községekkel határos. Lakosainak száma 3360 fő (2024).

## Népesség
A település népessége az elmúlt években az alábbi módon változott:
| Lakosok száma | 2289 | 2412 | 2533 | 2575 | 2723 | 2746 | 2883 | 3015 | 3209 | 3360 |
|               | 2001 | 2004 | 2007 | 2009 | 2012 | 2014 | 2017 | 2019 | 2022 | 2024 |